# Hadice
Hadice (Ophiuroidea, Ophiuroida) jsou třídou ostnokožců. Jsou velmi pohyblivé. Mají malé terčovité tělo a pět dlouhých tenkých ramen. Někdy žije více jedinců pohromadě a rameny se mohou proplétat. Trávicí soustava hadic je slepá, mají mimotělní trávení. Jsou dravé. Živí se drobnými živočichy, řasami a také zbytky živočišných těl. Larva se nazývá ofiopluetus, má čtyři páry dlouhých ramen a živí se planktonem. Hadice jsou velmi hojné a žijí ve štěrbinách skal či korálových útesů. Do třídy hadic náleží přibližně 2300 recentních druhů.
Spolu s hvězdicemi (Asteroidea) tvoří podkmen Asterozoa; další podkmen Echinozoa tvoří sumýši (Holothuroida) a ježovky (Echinoidea), Podle některých poznatků mají hadice evolučně blíže k tomuto podkmeni a tvoří s ním skupinu Cryptosyringia, v níž jsou výjimečné tím, že si zachovaly hvězdicovitou stavbu těla, pro ostnokožce typickou. V tom případě je podkmen Asterozoa parafyletický, tedy evolučně nepřirozený.[zdroj?]
Hadice mají spolu s podkmenem Echinozoa zvláštní nervovou soustavu připomínající nervové trubice polostrunatců (Hemichordata) a obratlovců (Vertebrata).

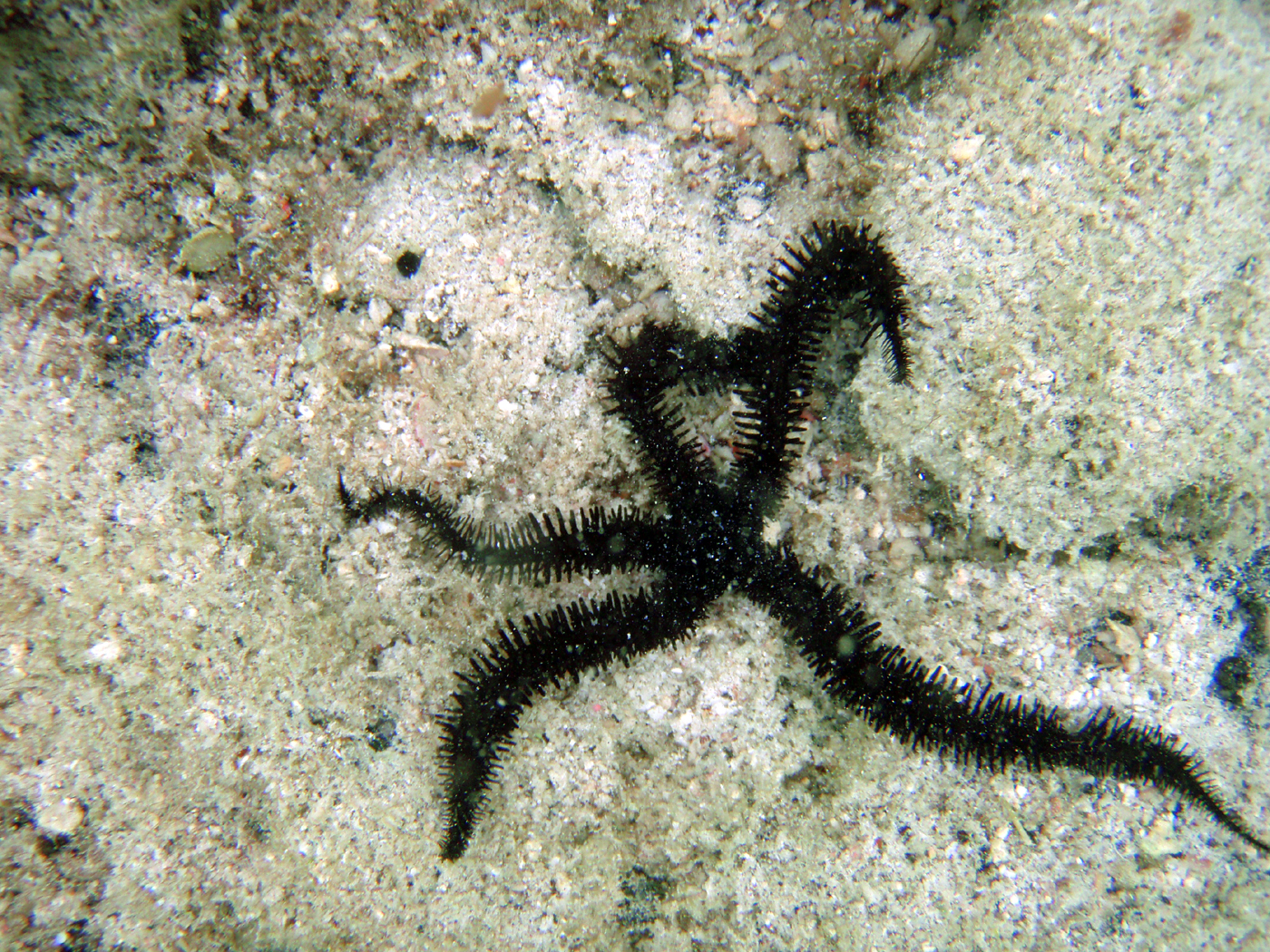
Hadice z moří u Havajských ostrovů

| ophiuroidea | \| \| Euryalida \| \| \| \| \| \| Ophiurida \| \| \| \| |
|             | \| \| Euryalida \| \| \| \| \| \| Ophiurida \| \| \| \| |
|             | Asteroidea                                              |
|             |                                                         |
|             | Crinoidea                                               |
|             |                                                         |
|             | Echinoidea                                              |
|             |                                                         |
|             | Holothuroidea                                           |
|             |                                                         |
|             | Somasteroidea                                           |
|             |                                                         |
|             | Euryalida                                               |
|             |                                                         |
|             | Ophiurida                                               |
|             |                                                         |

|  | Euryalida |
|  |           |
|  | Ophiurida |
|  |           |